# Elco Brinkman
Leendert Cornelis „Elco” Brinkman (ur. 5 lutego 1948 w Dirksland) – holenderski polityk i urzędnik państwowy, parlamentarzysta krajowy, w latach 1982–1989 minister, w 1994 lider Apelu Chrześcijańsko-Demokratycznego (CDA).

## Życiorys
Absolwent politologii na Vrije Universiteit Amsterdam. W pierwszej połowie lat 70. pracował na macierzystej uczelni, a także w administracji konurbacji Randstad. W 1973 został członkiem Apelu Chrześcijańsko-Demokratycznego. Od 1975 był urzędnikiem w ministerstwie spraw wewnętrznych. Od 1979 do 1980 pełnił funkcję zastępcy sekretarza generalnego, a następnie do 1982 był dyrektorem generalnym w tym resorcie.
W listopadzie 1982 powołany na ministra opieki społecznej, zdrowia i kultury w rządzie Ruuda Lubbersa. Urząd ten sprawował do listopada 1989. W 1986, 1989 i 1994 wybierany na posła do Tweede Kamer, niższej izby Stanów Generalnych. W latach 1989–1994 przewodniczył frakcji deputowanych CDA. W 1994 przez kilka miesięcy był liderem politycznym swojego ugrupowania.
W 1995 wycofał się z aktywności politycznej. Został wówczas prezesem Bouwend Nederland, organizacji zrzeszającej przedsiębiorstwa sektora budowlanego, do 2005 działającej pod nazwą Algemeen Verbond Bouwbedrijf. Zarządzał nią do 2013. Był również przewodniczącym rady funduszu emerytalnego pracowników sektora administracyjnego i edukacji, a także rady biblioteki narodowej.
W 2011 ponownie zajął się działalnością partyjną. Z ramienia chadeków wszedł wówczas w skład Eerste Kamer, obejmując funkcję przewodniczącego frakcji senackiej tego ugrupowania. W 2015 utrzymał mandat senatora na kolejną kadencję.